# 国際ソーシャルワーカー連盟
国際ソーシャルワーカー連盟（こくさいソーシャルワーカーれんめい，英: International Federation of Social Workers，略称：IFSW)とは、国際的なソーシャルワーカーの団体である。IFSWには世界128カ国の加盟団体が参加し、述べ300万人以上のソーシャルワーカーを代表する組織である。1956年に設立され、本部をスイスアールガウ州のラインフェルデンに置く。
国連経済社会理事会 (ECOSOC) および国連児童基金 (UNICEF) から諮問資格を得た団体でもある。
IFSWの活動は大きくアジア太平洋、ヨーロッパ、ラテンアメリカ、アフリカ、北米の5地域に分かれており、それぞれの地域には執行委員会が置かれる。日本の日本ソーシャルワーカー連盟はアジア太平洋の執行委員会に加盟している。2021年5月、アジア太平洋地域の執行委員会の会長に日本社会事業大教授の小原眞知子が選出された。

## 参考資料
- 『ソーシャルワーカー』 - コトバンク ブリタニカ国際大百科事典 小項目事典「ソーシャルワーカー」の解説